# Distretto di Day Mirdad
Il distretto di Day Mirdad è un distretto dell'Afghanistan appartenente alla provincia del Vardak.